# Leptotarsus (Macromastix) luteicosta
Leptotarsus (Macromastix) luteicosta is een tweevleugelige uit de familie langpootmuggen (Tipulidae). De soort komt voor in het Australaziatisch gebied.